# John Riel Casimero
John Riel Casimero (* 13. Februar 1990 in Ormoc City, Philippinen) ist ein philippinischer Boxer im Halbfliegen- und Fliegengewicht. 

## Profikarriere
Im Jahre 2007 begann Casimero im Halbfliegengewicht erfolgreich seine Profikarriere. Am 10. Februar 2012 boxte er gegen Luis Alberto Lazarte um den Interims-Weltmeistertitel des Verbandes IBF und siegte durch K. o. Im Juli desselben Jahres wurde ihm der volle Weltmeister-Status zugesprochen. Den Gürtel verteidigte er insgesamt viermal und hielt ihn bis zum 5. Mai 2014. 
Ende Juli des darauffolgenden Jahres trat Casimero gegen Amnat Ruenroeng auch im Fliegengewicht um den IBF-Weltmeistertitel an; musste sich allerdings einstimmig nach Punkten geschlagen geben. Den direkten Rückkampf gegen Ruenroeng, der im Mai 2016 in Peking stattfanden, entschied Casimero durch klassischen K. o. in der 4. Runde für sich und wurde IBF-Weltmeister im Fliegengewicht.